# La guida indiana
La guida indiana (Yellowstone Kelly) è un film western del 1959 diretto da Gordon Douglas, ispirato all'omonimo romanzo del 1957.

## Trama
Durante il periodo dell'espansionismo americano verso Ovest, Luther "Yellowstone" Kelly è un solitario cacciatore di pelli e primo uomo ad aver attraversato la valle di Yellowstone nello stato del Wyoming. La sua conoscenza del territorio viene richiesta dal maggiore Towns, in modo da facilitare l'esercito nel costringere gli indiani Sioux a spostarsi verso altre zone e proteggere gli interessi dei coloni.
Luther rifiuta la proposta e, durante la sua permanenza al forte per comprare nuove trappole, viene pesantemente insultato dai soldati e bollato come indiano. Le continue provocazioni causano una colluttazione e solo Anse Harper interviene in suo aiuto. Anse è un ragazzo orfano senza particolari abilità ma il suo contegno fiero durante la lite con i soldati convince Kelly a tenerlo come suo assistente nei successivi mesi di caccia.
Inoltratisi nel territorio indiano, i due vengono assaliti da un gruppo di Sioux che li portano al villaggio indiano come prigionieri ma non sembrano animati da cattivi propositi. Kelly aveva salvato la vita al loro capo Gall molti anni prima e, come controparte, gli era stato concesso di circolare liberamente nel territorio, il che aveva favorito la sua attività di cacciatore di pelli. Adesso lo stesso Gall gli ordina di salvare la vita di una ragazza indiana, ferita alla schiena da una pallottola. Estratto il proiettile, Luther e Anse abbandonano il villaggio e organizzano la caccia in una baracca vicino al fiume Snake.
Dopo qualche giorno, rincontrano la ragazza indiana in cattivo stato di salute, seguita da Gall, suo nipote Sayapi e da altri indiani. Sayapi vorrebbe uccidere i due uomini e riprendersi la ragazza come sua squaw, ma Luther convince il capo a lasciargli prendere cura di lei, in quanto molto grave, e riesce a salvarla con una rudimentale operazione. Gall gli confida che aspetterà la guarigione della ragazza, che si rivela essere contesa tra il capo indiano e suo nipote.
Nel periodo invernale Anse si lega molto alla ragazza, scoprendo che si chiama Wahleeah e che vuole raggiungere la sua tribù oltre il fiume. Wahleeah prova a convincere i due uomini ad aiutarla ma Luther è fortemente contrario. Anse, che se ne è innamorato, decide di aiutarla sfruttando un giorno in cui l'altro è lontano ma, appena fuori dalla capanna, viene colpito a morte da Sayapi. Trovata la baracca in fiamme e Anse moribondo, Luther apprende le intenzioni del giovane e insegue gli indiani, uccidendoli e salvando la ragazza.
Diretti verso la tribù della ragazza, incontrano un gruppo di soldati sopravvissuti a uno scontro che vengono in seguito circondati da Gall e dai guerrieri Sioux. Gall promette salva la vita del cacciatore in cambio di Wahleeah, ma non intercede per quella dei militari. Luther si schiera allora con i soldati arroccandosi su un'altura, ma questi vengono decimati a ogni carica indiana. Wahleeah decide di fare da esca fuggendo a cavallo, ma finisce a terra perdendo coscienza. Questo gesto fa sospendere gli attacchi e Gall decide di abbandonare lo scontro, capendo che Wahleeah ha preferito Kelly a lui.
Nonostante Luther fosse sempre stato contrario alle unioni con gli indiani, il film si conclude con un'immagine di Wahleeah e Luther felici che arrivano a cavallo ad un fiume e chiamano, con tre colpi di fucile, un battello a vapore che è sull'altra sponda e che andandoli a prendere con dei fischi di sirena come risposta, permetterà loro l'attraversata.

## Produzione
Inizialmente la pellicola sembrava destinata ad essere diretta da John Ford e interpretata da John Wayne nel ruolo di protagonista, ma entrambi scelsero di realizzare Soldati a cavallo. Il soggetto del film è stato tratto dal romanzo di Clay Fisher (conosciuto anche come Will Henry, pseudonimo di Henry Wilson Allen), basato sulla storia dell'avventuriero e soldato Luther Sage Kelly (1849-1928).

## Stile
L'apertura e chiusura del film sono marcati da due eventi simili, in cui il protagonista saluta un battello a vapore con tre colpi di fucile e riceve altrettanti fischi dalla nave come risposta. Anche se l'ambientazione del film e della storia originale è quella dell'area del parco di Yellowstone tra il Wyoming e lo stato del Montana, il film è stato girato interamente nel Coconino National Forest in Arizona.